# Xaysa Anousone
Xaysa Anousone (* 20. März 1994 in Vientiane) ist ein laotischer Hürdenläufer, der sich auf die 110-Meter-Distanz spezialisiert hat.

## Sportliche Laufbahn
Erste internationale Erfahrungen sammelte Xaysa Anousone 2011 bei den Jugendweltmeisterschaften nahe Lille, bei denen er mit 15,20 s in der ersten Runde ausschied. Anschließend schied er bei den Südostasienspielen in Palembang über 400 Meter und 400 m Hürden jeweils in der Vorrunde aus. Im Jahr darauf nahm er im 60-Meter-Hürdenlauf an den Hallenasienmeisterschaften in Hangzhou teil und schied dort mit 9,03 s im Vorlauf aus. Bei den Juniorenweltmeisterschaften in Barcelona erreichte er mit 14,94 s ebenfalls nicht das Halbfinale. 2013 durfte er dank einer Wildcard an den Weltmeisterschaften in Moskau an den Start gehen und schied dort mit 16,21 s in der Vorrunde aus. Anschließend gewann er bei den Südostasienspielen in Naypyidaw in 14,17 s die Bronzemedaille hinter dem Thailänder Jamras Rittidet und Rayzam Shah Wan Sofian aus Malaysia. Im Jahr darauf nahm er erstmals an den Asienspielen in Incheon teil und schied dort mit 14,21 s im Vorlauf aus, wie auch bei den Asienmeisterschaften 2015 in Wuhan mit 14,60 s. Anschließend wurde er bei den Südostasienspielen in Singapur in 14,33 s Sechster im Hürdensprint, wie auch in 41,94 s in der laotischen 4-mal-100-Meter-Staffel. Er nahm erneut an den Weltmeisterschaften in Peking teil, schied aber erneut mit 14,74 s in der Vorrunde aus.
2016 nahm er an den Olympischen Spielen in Rio de Janeiro teil und schied dort mit 14,40 s in der ersten Runde aus. 2017 wurde er bei den Spielen der Frankophonie in Abidjan in 14,75 s Siebter und bei den Weltmeisterschaften in London schied er mit 14,55 s im Vorlauf aus. Anschließend verpasste er bei den Südostasienspielen in Kuala Lumpur in 14,18 s als Vierter knapp eine Medaille. Im Jahr darauf nahm er erneut an den Asienspielen in Jakarta teil, konnte sich aber auch diesmals mit 14,27 s nicht für das Halbfinale qualifizieren. 2019 schied er bei den Asienmeisterschaften in Doha mit 14,45 s in der ersten Runde aus, wie auch bei den Weltmeisterschaften, die ebenfalls in Doha stattfanden, mit 14,54 s. Anfang Dezember gewann er dann bei den Südostasienspielen in Capas in 13,99 s erneut die Bronzemedaille hinter dem Philippiner Clinton Kingsley Bautista und dem Malaysier Wan Sofian. 2022 wurde er bei den Südostasienspielen in Hanoi mit 14,09 s Vierter.

## Persönliche Bestzeiten
- 110 m Hürden: 13,96 s (+0,3 m/s), 12. Juni 2017 in Bangkok (laotischer Rekord)
- 60 m Hürden (Halle): 9,03 s, 18. Februar 2012 in Hangzhou